# Croteam
Croteam é uma desenvolvedora de jogos eletrônicos criada em Zagreb, na Croácia, em 1993. Seu primeiro jogo foi Football Glory, um jogo de futebol lançado em 1994. Seu trabalho mais notável é a série Serious Sam, com o título mais recente Serious Sam 3: BFE lançado em 2011.

## Jogos notáveis da Croteam
- Football Glory (1994)
- Inordinate Desire (1995)
- Five-A-Side Soccer (1998)
- Serious Sam: The First Encounter (2001)
- Serious Sam: The Second Encounter (2002)
- Serious Sam II (2005)
- Serious Sam HD: The First Encounter (2009)
- Serious Sam HD: The Second Encounter (2010)
- Serious Sam 3: BFE (2011)
- The Talos Principle (2014)